# Черновой Уроп
Черновой Уроп — река в Кемеровской области России. 
Устье реки находится в 21 км по левому берегу реки Уроп. Длина реки составляет 21 км.

## Притоки
- 3 км: Никитиха (лв)
- 10 км: Степной Уроп (пр)

## Данные водного реестра
По данным государственного водного реестра России относится к Верхнеобскому бассейновому округу, водохозяйственный участок реки — Иня, речной подбассейн реки — бассейны притоков (Верхней) Оби до впадения Томи. Речной бассейн реки — (Верхняя) Обь до впадения Иртыша.